# Nevşehir (tỉnh)
Nevşehir là một tỉnh ở miền trung Thổ Nhĩ Kỳ với tỉnh lỵ là Nevşehir. Các tỉnh giáp ranh là: Kırşehir về phía tây bắc, Aksaray về phía tây nam, Niğde về phía nam, Kayseri về phía đông nam, và Yozgat về phía đông bắc. Nevşehir bao gồm khu vực có tên Cappadocia - một địa điểm thu hút du khách ở Thổ Nhĩ Kỳ. Thị xã Göreme nổi tiếng cũng nằm ở Nevşehir.

## Các huyện
Nevşehir được chia thành 8 đơn vị cấp huyện (tỉnh lỵ được bôi đậm):
- Acıgöl
- Avanos
- Derinkuyu
- Gülşehir
- Hacıbektaş
- Kozaklı
- Nevşehir
- Ürgüp